# Lophaster tenuis
Lophaster tenuis är en sjöstjärneart som beskrevs av Jean Baptiste François René Koehler 1920. Lophaster tenuis ingår i släktet Lophaster och familjen solsjöstjärnor. Inga underarter finns listade i Catalogue of Life.